# Муртаза (Татарстан)
Муртаза (тат. Мортаза) — деревня в Бавлинском районе Татарстана, входит в состав Крым-Сарайского сельского поселения.

## География
Деревня расположена на реке Дымка, в 12 км к северо-западу г. Бавлы.

## История
Деревня Муртаза основана в XVIII в. В дореволюционных источниках упоминается также под названием Нижнее Муртазино. До 1860 гг. жители относились к сословиям башкир-вотчинников и государственных крестьян.  Основные занятия жителей в этот период земледелие и скотоводство.
В «Списке населённых мест Российской империи», изданном в 1864 году по сведениям 1859 года, населённый пункт упомянут как казённая и башкирская деревня Муртазина 4-го стана Бугульминского уезда Самарской губернии. Располагалась по правую сторону почтового тракта из Бугульмы в Уфу, при реке Дымке, в 22 верстах от уездного города Бугульмы и в 3 верстах от становой квартиры в казённом селе Ефановка (Крым-Сарай, Орловка, Хуторское). В деревне, в 39 дворах проживали 309 человек (152 мужчины и 157 женщин), была мечеть.
В начале XX в. в селе функционировали 2 мечети, водяная мельница. В этот период земельный надел сельской общины составлял 1289 десятин.
До 1920 года деревня входила в Александровскую волость Бугульминского уезда Самарской губернии. С 1920 года в составе Бугульминского кантона ТАССР. С 10.8.1930 г. в Бавлинском, 10.2.1935 г. в Ютазинском, с 1.2.1963 г. в Бугульминском, с 12.1.1965 г. в Бавлинском районах. Ныне входит в состав Крым-Сарайского сельского поселения.
В 1930 г. в селе организован колхоз "Ирек", впоследствии несколько раз переименовывался и реорганизовывался. С 2000 г. СХПК "Муртаза". Жители работают преимущественно ООО "Рыбхоз Дымка", КФХ, занимаются полеводством, молочным скотоводством, овцеводством.
В окрестностях деревни выявлен археологический памятник - Муртазинские курганы (эпоха поздней бронзы).

## Население
| 1859 | 1889 | 1910 | 1920 | 1926 | 1938 | 1949 | 1958 | 1970 | 1979 | 1989 | 2002 | 2010 | 2015       |
| ---- | ---- | ---- | ---- | ---- | ---- | ---- | ---- | ---- | ---- | ---- | ---- | ---- | ---------- |
| 309  | 502  | 917  | 874  | 694  | 684  | 581  | 445  | 547  | 492  | 367  | 380  | 395  | 390 татары |

## Известные уроженцы
- Т.Г. Зарипова (р. 1929) - Герой Социалистического Труда.

## Социальная инфраструктура
В деревне действуют дом культуры (с 1973 г.), библиотека, фельдшерско-акушерский пункт (с 2013 г.), мечеть "Рахима". Близ села имеется обустроенный родник "Бэхет чишмэсе".